# Gondrin
Gondrin település Franciaországban, Gers megyében. Lakosainak száma 1179 fő (2022. január 1.). Gondrin Courrensan, Lagardère, Lagraulet-du-Gers, Lauraët, Mansencôme, Mouchan, Roques és Valence-sur-Baïse községekkel határos.

## Népesség
A település népességének változása:
| Lakosok száma | 1162 | 1041 | 1042 | 1112 | 1136 | 1160 | 1194 | 1201 | 1201 | 1179 |
|               | 1968 | 1982 | 1990 | 2006 | 2013 | 2015 | 2017 | 2019 | 2020 | 2022 |